# Veraudunus
Veraudunus est le nom d'un dieu celtique connu seulement à partir de deux inscriptions votives trouvées au Luxembourg. Une de ces inscriptions suggère que Veraudunus peut avoir été une épithète du dieu Trévires, Lenus Mars. Dans les deux inscriptions, Veraudunus est invoqué avec Inciona qui est probablement sa femme. En gaulois *vero-dunon signifie la grande forteresse.